# 1254 w polityce

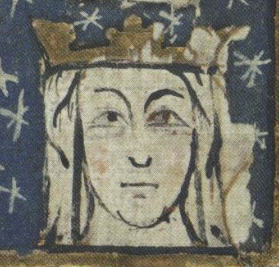
Eleonorą kastylijska

Wydarzenia polityczne w 1254 roku.

## Wydarzenia
- Piętnastoletni książę Edward, późniejszy król Anglii Edward I, żeni się z Eleonorą, księżniczką kastylijską, córką Ferdynanda III Świętego[1].
- 8 maja uroczysta kanonizacja biskupa Stanisława z udziałem Bolesława Wstydliwego, Przemysła I, Kazimierza kujawskiego, Siemowita I oraz całego polskiego episkopatu[2].

## Urodzili się
- 15 września Marco Polo, włoski podróżnik[3].

## Zmarli
- 21 maja cesarz Konrad IV Hohenstauf, początek Wielkiego bezkrólewia[4][5].
- 3 listopada Jan III Dukas Watatzes, władca Cesarstwa Nicejskiego[6].